# 熊野站
- 關於位於三重縣，JR紀勢本線的車站，請見「熊野市站」。
- 關於位於東京都，都電荒川線、日暮里·舍人Liner的車站，請見「熊野前站」。

熊野站（日语：／ Kumano eki */?）是位於富山縣富山市下熊野（開業時為舊・上新川郡熊野村），富山地方鐵道（地鐵）笹津線的鐵路車站（廢站）。
在1969年（昭和44年）8月30日至廢線前，此站是急行列車的停車站（那列車班次只有早上和黃昏1個往返班次）。

## 歷史
- 1914年（大正3年）12月6日：富山輕便鐵道堀川新站（後來南富山站）至笹津站之間開通（富山輕便鐵道全線開通），此站啟用[2]。
- 1915年（大正4年）10月24日：公司名稱改為富山鐵道[2][3]。
- 1933年（昭和8年）4月20日：堀川新站（現時：南富山站）至笹津站之間的區間被廢除，此站也被廢除[2][3][4]。
- 1950年（昭和25年）9月1日：富山地方鐵道笹津線南富山站至大久保町站之間重開，此站重開[2][3][4][5]。
- 日期不詳：列車交會被撤走，同時成為無人車站[1]。
- 1974年（昭和49年）
  - 7月10日：由於水災關係，熊野川鐵橋橋腳出現傾斜的情況，此站至大久保町站之間暫停營運。此站一度成為南富山一方的終點站[1][4]。
  - 7月30日：暫停營運區間重開，此站回復正常營運[1][4]。
- 1975年（昭和50年）4月1日：笹津線廢除，此站也被廢除[2][3][4][6]。

## 車站構造
截至車站廢除前，此站是一座地面車站，設有1面1線的單式月台。月台在路軌的東邊（地鐵笹津方向的列車會開啟左邊車門）。此站沒有轉轍器。曾經此站設有2面2線的相對式月台。在交會設備廢除後，路軌被撤去。在月台前後的路軌由於曾經設有轉轍器，因此有一段彎曲路軌。
此站是無人車站。在月台北邊出入口附近設有上蓋候車室。月台地面已經被鋪裝。當列車進站時會有自動廣播，該廣播是使用錄音帶播放。
站站東邊設有變電站。該變電站在晩年由於老化。在1973年（昭和48年）夏季起，該變電站的電力不足以供電給三架機車重聯行走。
在富山輕便鐵道（後來為富山鐵道）時代，此站以停車場的型式營運。

## 車站周邊
在上野站至此站之間，路線在稻田中行走。
- 國道41號（越中東街道）
- 熊野川（日语：熊野川 (富山県)）[1]
- 土川

## 現狀
截至1998年（平成10年），於下熊野路口附近還可確認車站位置。截至2007年（平成19年）9月，已經較難確認車站位置。
另外，在此站附近的路軌遺址變成了道路。截至2008年（平成20年）也是同樣，於此站遺址附近的道路均為市道。此站至伊豆之宮站之間，於越過熊野川前附近位置的路軌遺址變成富山縣道318號笹津安養寺線。

## 相鄰車站
富山地方鐵道
笹津線
上野－熊野－伊豆之宮

## 注腳
1. 1 2 3 4 5 6 7 8 9 10 11 12 13 14 15 16 17  《RM LIBRARY 107 富山地鐵笹津·射水線》（著：服部重敬，NEKO PUBLISHING，2008年7月發行）25,27-29,46-47頁
2. 1 2 3 4 5  《日本鐵道旅行地圖帳 全線全站全廢線 6 北信越》（監修：今尾惠介，新潮社，2008年10月發行）38頁
3. 1 2 3 4  （JTB出版，2010年4月發行）211頁
4. 1 2 3 4 5 6 7  （著：寺田裕一，NEKO PUBLISHING，2010年12月發行）43-45,47頁
5. 1 2  （著：寺田裕一，JTB出版，2008年5月發行）80-83頁
6. ↑  （著：寺田裕一，JTB出版，2008年5月發行）165頁
7. 1 2  （JTB出版，1998年6月發行）80-81頁
8. 1 2  《富山廢線紀行》（著：草卓人，桂書房（日语：桂書房），2008年7月發行）80頁

## 相關項目
- 日本鐵路車站列表 Ku